# Saint-Georges-de-Pointindoux
Saint-Georges-de-Pointindoux – miejscowość i gmina we Francji, w regionie Kraj Loary, w departamencie Wandea.
Według danych na rok 1990 gminę zamieszkiwały 1 092 osoby, a gęstość zaludnienia wynosiła 71 osób/km² (wśród 1504 gmin Kraju Loary Saint-Georges-de-Pointindoux plasuje się na 536. miejscu pod względem liczby ludności, natomiast pod względem powierzchni na miejscu 760.).